# Serge Avédikian
Serge Avédikian, anche accreditato come Serje Avétikian (in armeno Սերժ Ավետիքյան?; Erevan, 1º dicembre 1955), è un attore, regista, sceneggiatore e produttore cinematografico armeno naturalizzato francese.

## Filmografia parziale

### Attore
Cinema
- Le pull-over rouge, regia di Michel Drach (1979)
- Nous étions un seul homme, regia di Philippe Vallois (1979)
- Mosse pericolose (La diagonale du fou), regia di Richard Dembo (1984)
- L'aube, regia di Miklós Jancsó (1986)
- L'orchestre rouge, regia di Jacques Rouffio (1989)
- Le trésor des îles chiennes, regia di F. J. Ossang (1990)
- Mayrig, regia di Henri Verneuil (1991)
- Il diario rubato (Le cahier volé), regia di Christine Lipinska (1992)
- Vive la mariée... et la libération du Kurdistan, regia di Hiner Saleem (1998)
- Aram, regia di Robert Kechichian (2002)
- Viva Laldjérie, regia di Nadir Moknèche (2004)
- Agents secrets, regia di Frédéric Schoendoerffer (2004)
- Le voyage en Arménie, regia di Robert Guédiguian (2006)
- L'armée du crime, regia di Robert Guédiguian (2009)
- Pollo alle prugne (Poulet aux prunes), regia di Vincent Paronnaud e Marjane Satrapi (2011)
- Paradzhanov, regia di Serge Avedikian e Olena Fetisova (2013)
- Une histoire de fou, regia di Robert Guédiguian (2015)
- J'irai où tu iras, regia di Géraldine Nakache (2019)

Televisione
- Regina auf den Stufen - serie TV, 9 episodi (1992)
- Plus belle la vie - serie TV, 29 episodi (2009)

### Doppiatore
- La Traversée, regia di Florence Miailhe (2021)

### Regista
- Paradzhanov (2013)
- Celui qu'on attendait (2016)

### Sceneggiatore
- Celui qu'on attendait (2016)

### Produttore
- Labirintos (1996)
- Symphony of Silence (2001)
- Armenie(s), le Temps des Artistes (2019)

## Premi
- Festival di Cannes
  - 2010: "Palme d'Or - Best Short Film" (Chienne d'histoire)
- Golden Apricot Yerevan International Film Festival
  - 2004: "Jury Special Prize, Best Animation and Experimental Film" (Ligne de vie)
  - 2005: "Special Mention, Armenian Panorama - Best Animated Film" (Un beau matin)
- Tallinn Black Nights Film Festival
  - 2013: "Special Jury Prize" (Paradzhanov) - condiviso con Olena Fetisova
- Minneapolis St. Paul International Film Festival
  - 2017: "Audience Choice Award - World Cinema" (Celui qu'on attendait)
- Odesa International Film Festival
  - 2013: "Golden Duke - National Competition Program" (Paradzhanov)
- Spirit of Fire
  - 2014: "Silver Taiga - Best Debut Film" (Paradzhanov) - condiviso con Olena Fetisova
- Batumi International ArtHouse Film Festival
  - 2013: "Jury Prize - Best Actor" (Paradzhanov)